# 鋁鎳鈷合金

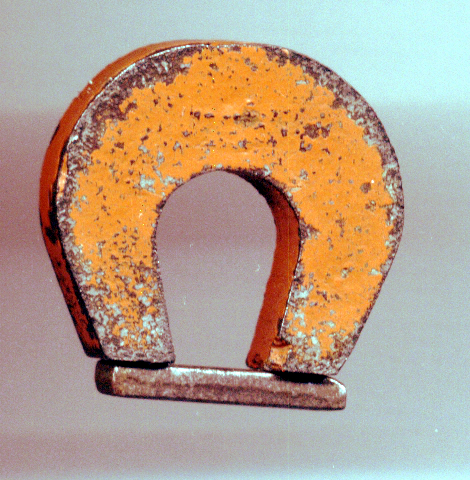
由鋁鎳鈷永磁合金製成的馬蹄磁鐵。這形狀試圖拉近兩個磁極之間的距離，藉以產生能夠吸引沉重鐵磁體的強烈磁場。

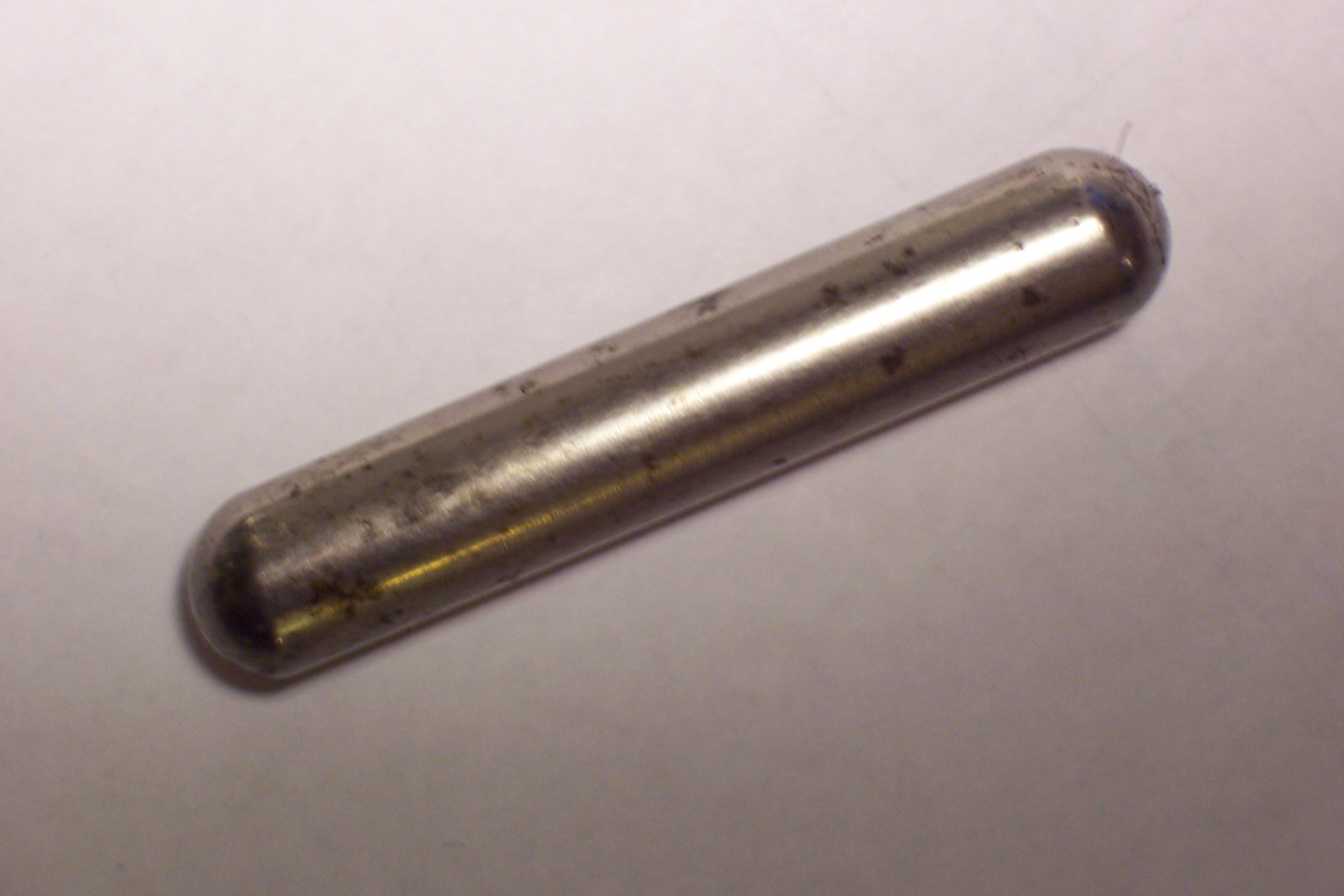
鋁鎳鈷合金牛磁鐵。這是一種預防性醫療器材。將牛磁鐵餵入幼牛後，會一輩子停留在牛胃裡，吸引鐵線與其它鐵物質。這樣，可以保護牛的消化道不被尖銳的鐵線傷害。

永久磁鐵鋁鎳鈷合金（Alnico）是一種鐵合金，除了鐵以外，還添加了鋁（Al）、鎳（Ni）、鈷（Co）以及少量其他增强磁性的成分。英文術語名「Alnico」是由三個主要添加物的元素符號合併而成。
鋁鎳鈷合金具有高矯頑性（coercivity），高居里溫度。鋁鎳鈷合金堅硬易脆，無法冷加工（cold work），必需是用铸造或者烧结（Sintering）程序處理製成。鋁鎳鈷合金可以產生高達0.15特斯拉的磁場。舉一個中間性質的各向異性铸造鋁鎳鈷合金例子，Alnico-6的成分為8% Al、16% Ni、24% Co、3% Cu、1% Ti，其它都是Fe。Alnico-6的最大磁能積（BHmax）為3.9 megagauss-oesteds（MG·Oe），矯頑性為780 oersted ，居里溫度為860 °C，最高工作溫度為525 °C。
於1931年，日本材料專家三岛德七發現了一種特定成分的鋁鎳鈷合金（58% Fe，30%Ni，12%Al），其矯頑性極高，是那時期最好的磁性鋼的兩倍。在1970年代發現稀土磁鐵之前，鋁鎳鈷合金是最強的永久磁鐵材料。

## 用途
諸多工業與消費產品都需要用到強烈永久磁鐵，例如，電動機、電吉他拾音器、麥克風、感測器、揚聲器、行波管、牛磁鐵（cow magnet）等等，都會用到鋁鎳鈷磁鐵。但現在，很多產品都改使用稀土磁鐵，因為這類材料可以給出較強烈磁場（Br）與較高的最大磁能積（BHmax），允許縮小產品體積。